# BepiColombo
BepiColombo è una missione dell'Agenzia Spaziale Europea (ESA) in collaborazione con l'Agenzia Spaziale Giapponese (JAXA) e rappresenta le fondamenta del programma di esplorazione di Mercurio dell'ESA. Progettata e costruita da un consorzio di imprese a guida Astrium Satellites (oggi incorporata nella divisione Airbus Defence and Space di Airbus Group), la missione è stata lanciata il 20 ottobre 2018 alle 01:45 UTC con un Ariane 5 dal Centre spatial guyanais a Kourou, nella Guyana francese.

## Storia
Mercurio è il pianeta del sistema solare interno meno visitato da sonde spaziali, solamente la sonda MESSENGER della NASA è entrata in orbita attorno a Mercurio nella storia dell'esplorazione spaziale, nel 2011. Nonostante una strumentazione limitata la MESSENGER effettuò diverse scoperte, come quella della presenza di ghiaccio d'acqua nel polo nord di Mercurio in zone perennemente all'ombra. La difficoltà maggiore per inviare una sonda in orbita attorno a Mercurio è l'elevata velocità richiesta per raggiungerlo, poiché la sua vicinanza al Sole rende difficoltoso l'inserimento di un veicolo spaziale in un'orbita stabile attorno ad esso, sia a causa dell'alta velocità orbitale del pianeta che per la forza gravitazionale del Sole, che nei pressi di Mercurio è circa 9 volte maggiore di quella esercitata alla distanza alla quale si trova la Terra.
L'ESA aveva studiato missioni verso Mercurio utilizzando la propulsione elettrica già negli anni 1980. Nel decennio successivo venne proposta una missione conosciuta come LUGH (Low-cost Unified Geophysics at Hermes), tuttavia essa venne cancellata poiché gli obiettivi erano simili a quelli della MESSENGER, che la NASA aveva proposto nello stesso periodo nell'ambito del programma Discovery. Intanto nel 1997, anche l'agenzia spaziale giapponese ISAS (ora JAXA) aveva studiato l'invio di una sonda spaziale verso Mercurio, il cui obiettivo era lo studio dei campi magnetici e delle particelle. Nel 2000 ESA e ISAS strinsero una collaborazione e i progetti vennero fusi in un'unica missione diretta a Mercurio.
La proposta della BepiColombo fu selezionata dall'ESA nel 2000, l'ultima del programma Horizon 2000 Plus. Nel 2004 venne proposto il lotto di strumenti scientifici da integrare nella sonda. Nel 2007, Astrium venne selezionata come appaltatore generale e Ariane 5 è stato scelto come lanciatore. Originariamente la missione prevedeva anche un piccolo lander di 44 kg, (il Mercury Surface Element detto anche MSE) che sarebbe dovuto atterrare nelle regioni polari, tuttavia è stato cancellato dal programma nel 2003 a causa dell'eccessivo costo richiesto.
Il lancio, inizialmente pianificato per luglio 2014 venne posticipato più volte, soprattutto a causa dei ritardi nello sviluppo del sistema di propulsione elettrica solare. Il costo totale della missione è stato stimato nel 2017 in 2 miliardi di dollari.

### Nome della missione
La missione è stata dedicata a Giuseppe Colombo, detto Bepi (1920 – 1984), eminente matematico, fisico, astronomo e ingegnere padovano, nonché rinomato professore dell'Università degli Studi di Padova, il quale scoprì l'accoppiamento tra rotazione e rivoluzione di Mercurio contribuendo allo sviluppo della sonda Mariner 10. Oltre a collaborare con l'Agenzia Spaziale Italiana, fu insignito della medaglia d'oro dalla NASA per l'importanza dei suoi studi nel campo della ricerca spaziale. L'ESA, sulla falsariga della missione Rosetta, ha previsto una campagna di comunicazione che racconterà tramite cartoni animati le fasi cruciali della missione.

## Obiettivi della missione
La missione è progettata per studiare la composizione, la geofisica, l'atmosfera, la magnetosfera e la storia di Mercurio. In particolare la missione ha i seguenti obiettivi scientifici:
- studiare l'origine e l'evoluzione di un pianeta vicino alla sua stella;
- studiare Mercurio nella sua forma, struttura interna, geologia, composizione e crateri;
- fornire un modello 3D di tutta la superficie del pianeta;
- esaminare ciò che resta dell'atmosfera di Mercurio (esosfera), la sua composizione e le sue dinamiche;
- sondare la magnetosfera del pianeta (la sua struttura e le sue dinamiche);
- determinare le origini del campo magnetico di Mercurio;
- studiare i depositi polari del pianeta, la loro composizione ed origine;
- effettuare test sulla teoria della relatività generale di Einstein.

## Componenti

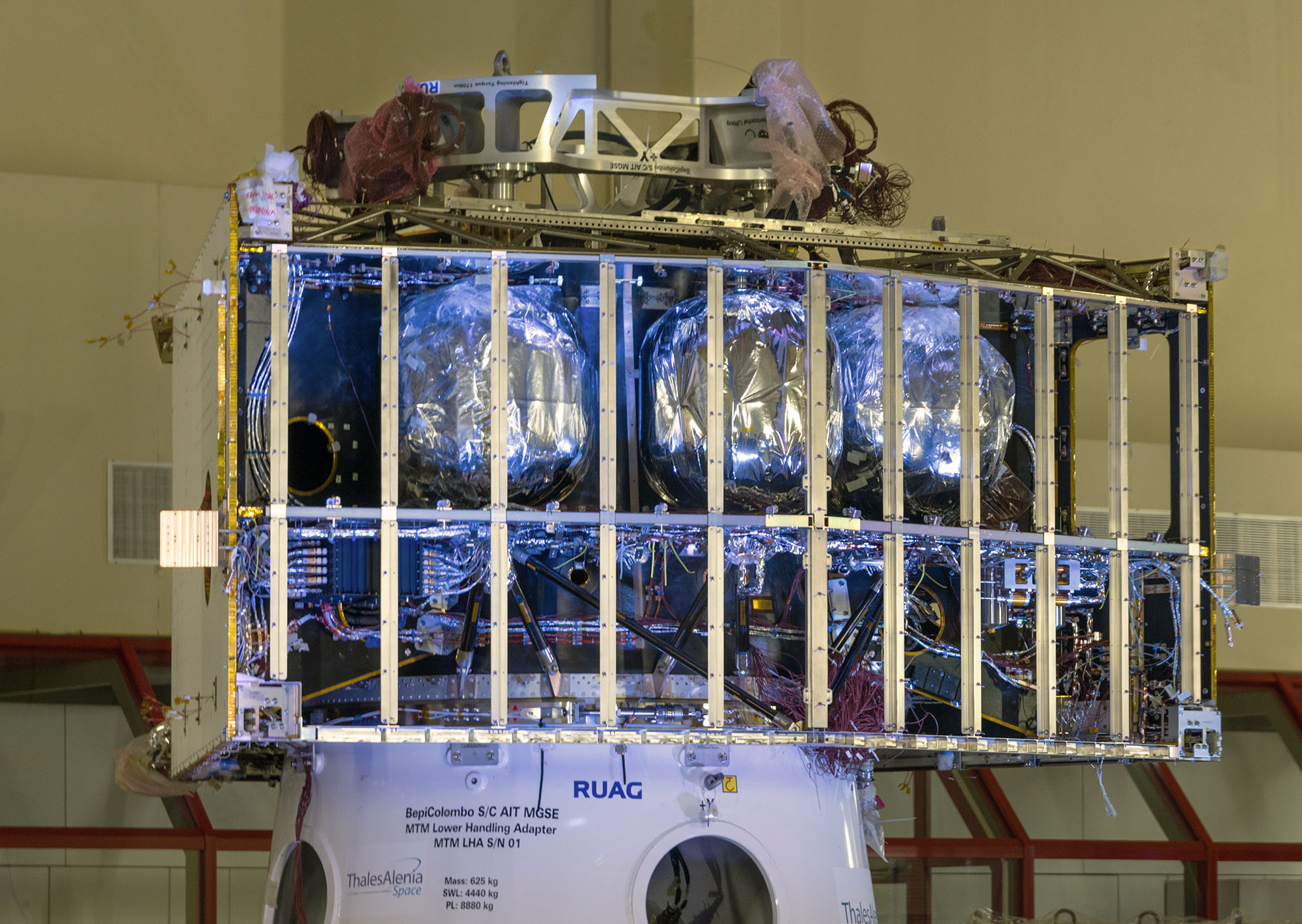
Il modulo MTM della BepiColombo, che serve per la fase di crociera della durata di 7 anni per l'inserimento in orbita attorno a Mercurio.

La missione si compone di tre componenti che opereranno autonomamente una volta giunte in orbita di Mercurio (oltre a un modulo che condurrà a destinazione la missione):
- Mercury Transfer Module (MTM): utile unicamente durante la fase di viaggio e per l'inserimento in orbita. Non ha strumentazione scientifica ed è dotato di un sistema di propulsione solare elettrica composto da quattro propulsori ionici QinetiQ-T6 che funzionano singolarmente o in coppia per una spinta massima combinata di 290 mN,[12] che lo rendono il più potente motore a ioni mai utilizzato nello spazio. L'MTM fornisce energia elettrica per i due orbiter ibernati e per il suo sistema di propulsione elettrica solare grazie a due pannelli solari lunghi 14 metri.[13] A seconda della distanza della sonda dal Sole, la potenza generata sarà compresa tra 7 e 14 kW, ogni T6 richiederà tra 2,5 e 4,5 kW a seconda del livello di spinta desiderato.
- Mercury Planetary Orbiter (MPO): progettata e costruita sotto la guida dell'Agenzia Spaziale Europea (ESA) ha una massa di 1.150 kg ed è dotato su un lato di un singolo vettore in grado di fornire fino a 1000 watt di potenza, inoltre è dotato di riflettori solari ottici per mantenere la sua temperatura al di sotto dei 200 °C e per questo è richiesta una rotazione continua per mantenere il Sole ad un basso angolo di incidenza al fine di generare un'adeguata potenza, ma nello stesso tempo limitare l'innalzamento della temperatura. Le comunicazioni avverranno in banda X e banda Ka con un bit rate medio di 50 kbit/s per un volume di dati totale di 1550 Gbit all'anno. La stazione di terra di Cebreros dell'ESA di 35 metri, in Spagna, dovrebbe essere la principale struttura di terra per le comunicazioni durante tutte le fasi della missione.[13]
- Mercury Magnetospheric Orbiter (MMO)  o Mio: progettata e costruita sotto la guida dell'Agenzia Spaziale Giapponese (JAXA), ha la forma di un breve prisma ottagonale, lungo 180 cm da una faccia all'altra e alto 90 cm.[14][15] Ha una massa di 285 kg, incluso un carico utile scientifico di 45 kg composto da 5 gruppi di strumenti, di cui 4 per la misurazione del plasma e della polvere e gestiti da ricercatori giapponesi, e un magnetometro gestito dall'Austria.[16][17] Entrerà in un'orbita polare a un'altitudine di 590 × 11.640 km, al di fuori dell'orbita del MPO. Le comunicazioni con la Terra avverranno attraverso un'antenna ad alto guadagno in banda X del diametro di 0,8 m e due antenne a medio guadagno. Il supporto per le antenne è in titanio realizzato dall'azienda italiana Tesi.[18] La telemetria restituirà 160 Gb/anno, circa 5 kbit/s per tutta la vita del veicolo spaziale, che dovrebbe essere maggiore di un anno. Dopo il suo rilascio nell'orbita di Mercurio, Mio sarà gestito dal Sagamihara Space Operation Center utilizzando l'antenna da 64 m dell'Usuda Deep Space Center situata a Nagano, in Giappone.[19]

### Strumenti MPO

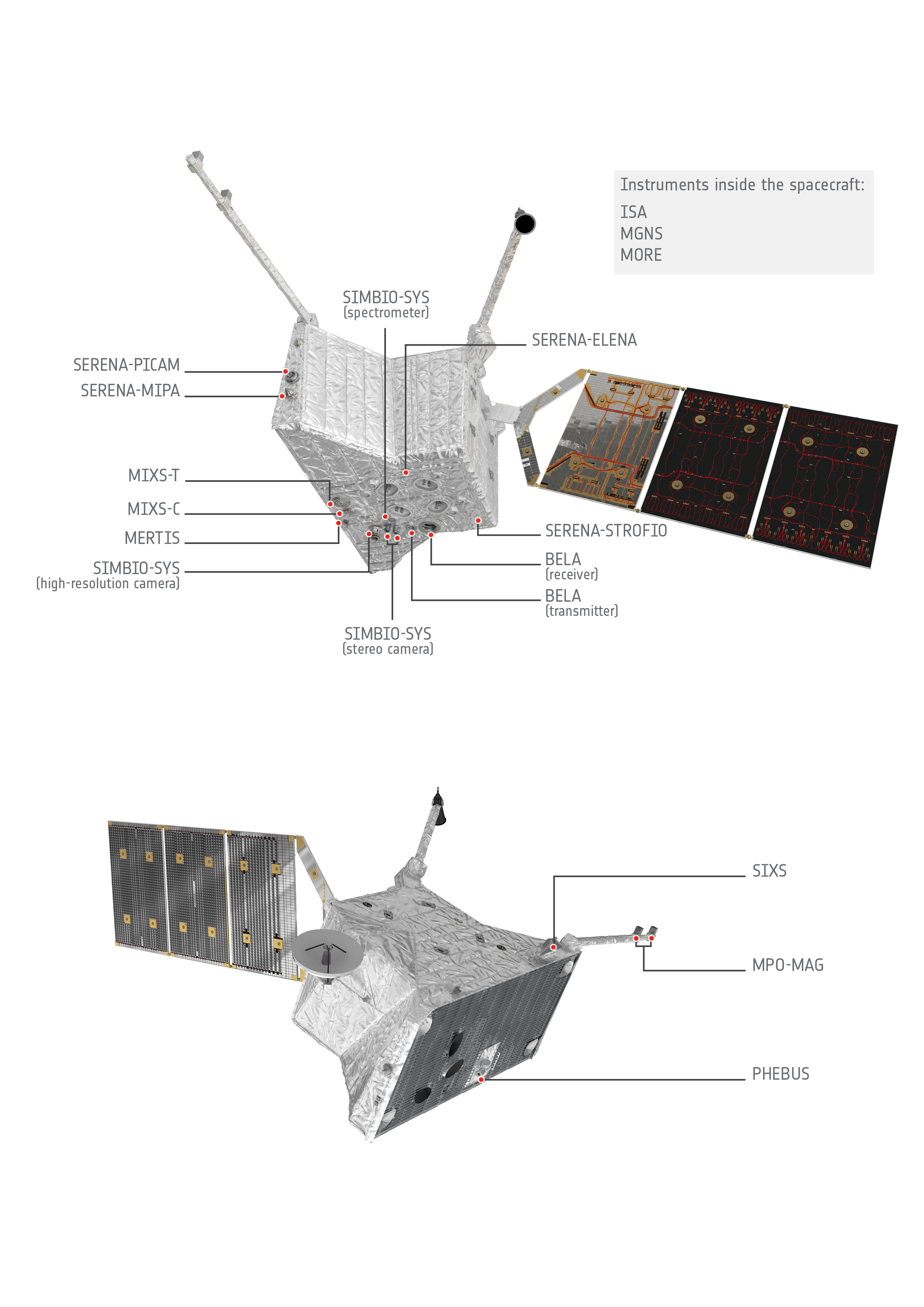
MPO con gli strumenti

Il MPO è costituito da 11 strumenti, di cui quattro: Isa, Serena, More e Simbio-Sys:
- BELA (BepiColombo Laser Altimeter), un altimetro laser utilizzato per rifinire la topografia e la morfologia di Mercurio.[21] Lo strumento è fornito dall'Università di Berna in collaborazione con la DLR.
- ISA (Italian Spring Accelerometer), un accelerometro a tre assi ad alta sensibilità. Congiuntamente allo strumento MORE fornirà informazioni sulla struttura interna di Mercurio, il suo campo gravitazionale globale, anomalie gravitazionali locali al fine di comprendere la struttura del mantello e la sua interazione con la crosta del pianeta. Lo strumento è fornito dall'Istituto di astrofisica e planetologia spaziali di Roma.[22]
- MPO-MAG (Magnetic Field Investigation), magnetometro che fa parte della suite del magnetometro MERMAG (Mercury magnetometer) che comprende anche due magnetometri installati a bordo dell'orbiter MMO. MPO-MAG include due magnetometri digitali che misurano in dettaglio il campo magnetico di Mercurio. L'obiettivo è comprendere l'origine di questo campo, la sua evoluzione e dedurre la struttura interna del pianeta. È fornito dall'Università tecnica di Braunschweig.[23]
- MERTIS (Mercury Radiometer and Thermal Imaging Spectrometer), spettrometro a infrarossi Lo spettrometro che fornisce dati sulla composizione geologica della superficie di Mercurio, probabilmente la più antica dei pianeti del sistema solare. Lo strumento è stato sviluppato dall'Università di Münster e dalla DLR, l'Agenzia spaziale tedesca.[24]
- MGNS (Mercury Gamma-Ray and Neutron Spectrometer), uno spettrometro di neutroni e raggi gamma che deve consentire di specificare, da un lato, la composizione in elementi dell'intera superficie di Mercurio per regioni identificabili con una precisione pari a 0 a 30% e una risoluzione spaziale di 400 km. Un obiettivo secondario è fornire la distribuzione degli elementi volatili che si depositano nelle regioni polari situate permanentemente fuori dalla portata del Sole e fornire una mappa della densità di questi depositi con una precisione di 0,1 g/cm² e una mappatura spaziale con una risoluzione di 400 km. Fornito dall'Istituto russo di ricerche spaziali di Mosca.[25]
- MIXS (Mercury Imaging X-ray Spectrometer), uno spettrometro che lavora nell'ultravioletto sfruttando il fenomeno della fluorescenza dei raggi X: la radiazione X della corona solare eccita gli atomi dello strato superficiale sulla superficie di Mercurio. Lo strumento dovrebbe permettere di comprendere meglio, tra l'altro, il modo in cui si è formato Mercurio, da quale materiale, la storia dell'evoluzione della sua crosta o anche confermare che la zona aurorale, dove le particelle energetiche interagiscono con la superficie, è un'intensa fonte di radiazione X. Lo strumento è fornito dall'Università di Leicester.[26]
- MORE (Mercury Orbiter Radio science Experiment), un esperimento di radioscienza utilizzato per misurare il campo gravitazionale di Mercurio e quindi determinare le dimensioni e lo stato fisico del nucleo del pianeta.[27] Sviluppato dall'Università degli Studi di Roma "La Sapienza".
- PHEBUS  -  Probing of Hermean Exosphere by Ultraviolet Spectroscopy), uno spettroscopio nell'ultravioletto che misura lo spettro della radiazione emessa nell'esosfera effettuando osservazioni al di sopra del lembo di Mercurio. La risoluzione spettrale è di 1 nm. Le misurazioni effettuate mirano a comprendere meglio gli accoppiamenti tra la superficie, l'esosfera e la magnetosfera di Mercurio. Verranno fornite la composizione e la struttura verticale dell'esosfera. Lo strumento è sviluppato congiuntamente dal laboratorio francese LATMOS e dall'Istituto russo di ricerche spaziali.[28]
- SERENA (Search for Exosphere Refilling and Emitted Neutral Abundances), uno strumento che misura in situ le particelle neutre e ionizzate presenti nella regione dello spazio che circonda Mercurio. I dati raccolti riguardano gli accoppiamenti tra magnetosfera, esosfera e superficie del pianeta nonché le interazioni tra particelle energetiche, vento solare, micrometeoriti e mezzo interplanetario. Lo strumento, fornito dall'Istituto di astrofisica e planetologia spaziali di Roma, comprende quattro rivelatori complementari per misurare particelle neutre e ionizzate.[29]
- SIMBIO-SYS[30] (Spectrometers and Imagers for MPO BepiColombo Integrated Observatory - HRIC, STC, VIHI. SIMBIO-SYS[31] è lo strumento di immagini nel visibile e vicino infrarosso della missione. Sotto responsabilità dell'Università di Padova e sviluppato dalle agenzie spaziali italiana e francese, lo strumento è costituito da 3 canali: HRIC, la camera ad alta risoluzione, STC[32] una stereo-camera che eseguirà la ricostruzione della superficie, VIHI uno spettrometro, tutti doverosamente protetti termicamente.[33]
- SIXS (Solar Intensity X-ray and particle Spectrometer), uno strumento per misurare il flusso di radiazione proveniente dal Sole e riflesso dalla superficie di Mercurio. Lo scopo è evidenziare le variazioni di intensità che raggiungono diversi ordini di grandezza su una scala temporale che va da pochi secondi a qualche anno e stabilirne la correlazione con le variazioni dell'attività del Sole. Per sfruttare le informazioni raccolte, l'analisi utilizza anche i dati dello spettrometro di imaging MIXS. Lo strumento è sviluppato dall'Università di Helsinki.[34]

### Strumenti MMO

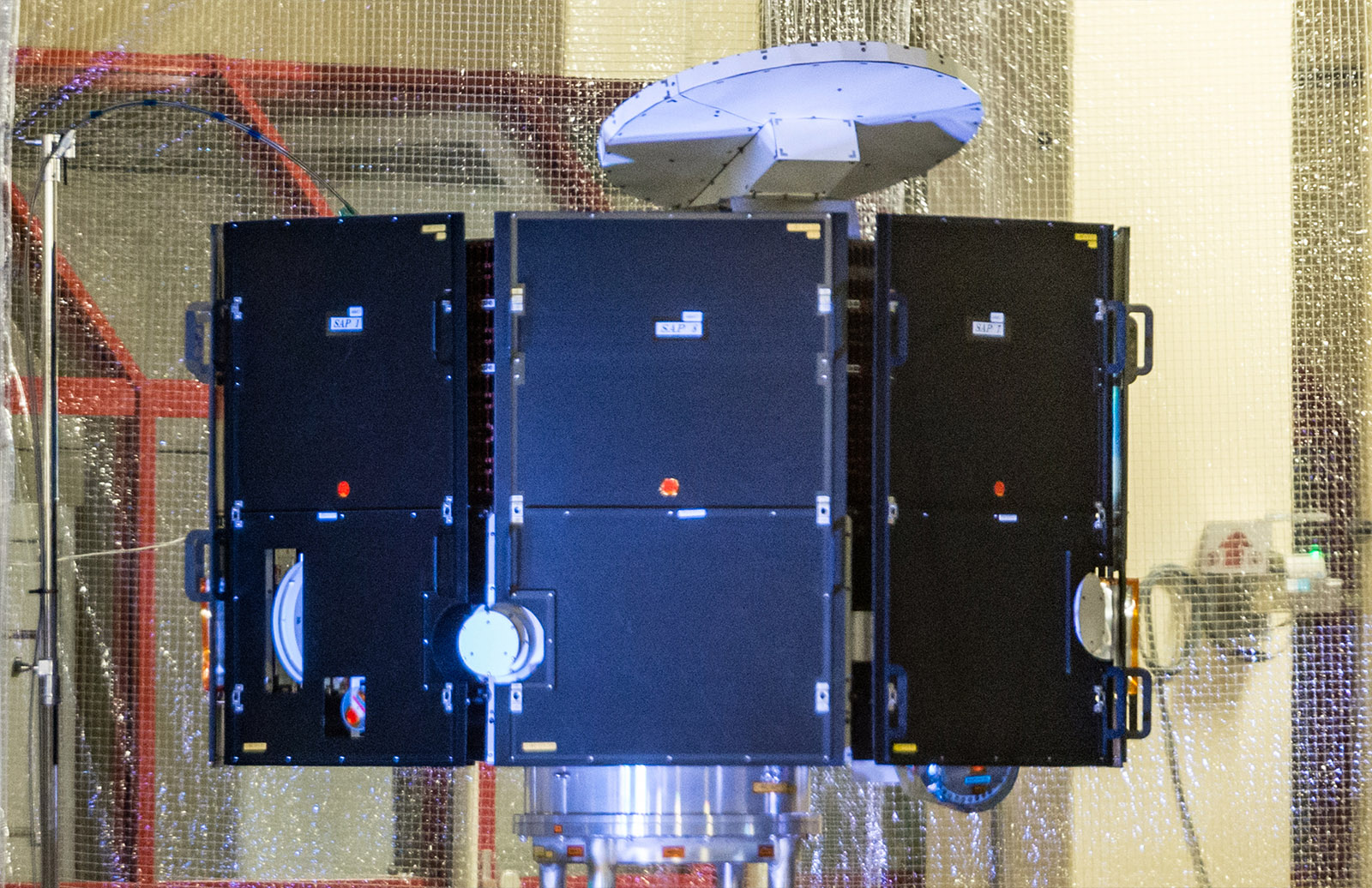
La sonda MMO all'ESTEC nel 2015.

MMO dispone di cinque strumenti scientifici la cui massa totale è di 40 kg.
- MMO/MGF (Mercury Magnetometer / Magnetometer Fluxgate): include due magnetometri, uno montato all'esterno e uno all'interno. Fornito dall'Istituto di ricerca spaziale dell'Accademia austriaca delle scienze.[36]
- MPPE (Mercury Plasma/Particle Experiment) è un rivelatore di plasma, particelle ad alta energia e atomi energetici neutri destinato a studiare l'interazione tra il vento solare e la magnetosfera di Mercurio. Fornito dall'Institute of Space and Astronautical Science (ISIS).[37]
- MDM (Mercury Dust Monitor), un rilevatore di polveri che raccoglie informazioni sulle loro caratteristiche nella regione in cui circola il pianeta Mercurio, cioè ad una distanza dal Sole compresa tra 0,31 e 0,47 unità astronomiche. Lo strumento è stato sviluppato dal Chiba Institute of Technology.[38]
- MSASI (Mercury Sodium Atmospheric Spectral Imager) è uno spettrometro che deve misurare l'intensità della riga di emissione D2 del sodio (589 nm) sulla superficie di Mercurio che presenta una distribuzione inspiegabile. Lo strumento è fornito dall'Università di Tokio.[39]
- PWI (Plasma Wave Investigation) consiste in due rivelatori di campo elettrico (MEFISTO e WPT) e due rivelatori di campo magnetico (LF-SC e DB-SC) che devono misurare la forma delle onde e la frequenza del campo elettrico (fino a 10 MHz) e del campo magnetico (da 0,1 Hz a 640 kHz). MEFISTO e WPT sono antenne lunghe 32 metri dispiegate in orbita su entrambi i lati del corpo del satellite. Lo strumento è fornito dall'Università del Tōhoku.[40]

## Panoramica della missione

Le orbite previste delle sonde MPO e MMO attorno a Mercurio.

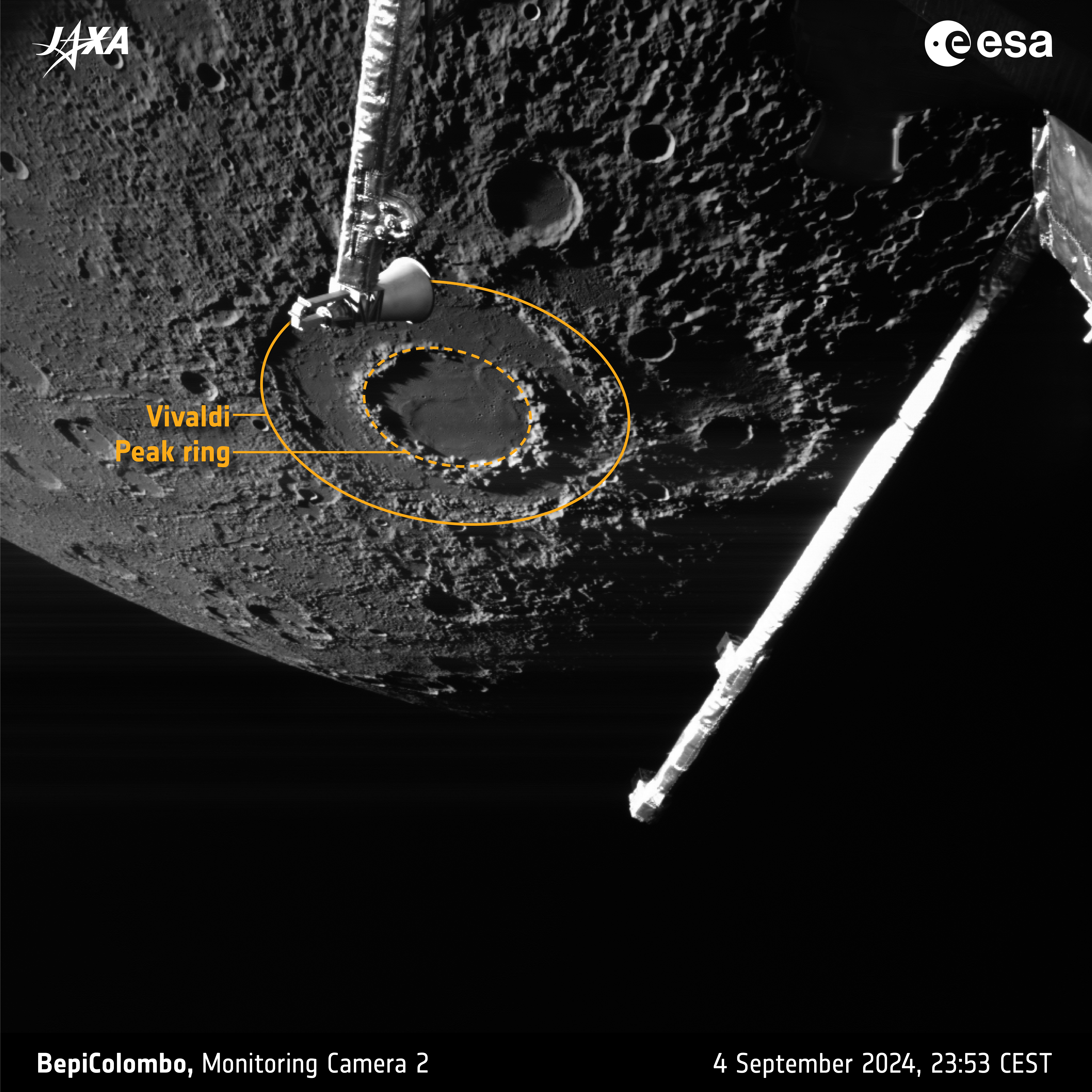
Immagine di Mercurio scattata durante il flyby del 4 settembre 2024 e che mostra il cratere Vivaldi.

I due elementi che compongono la sonda, MPO e MMO, agganciati tra loro a formare il Mercury Composite Spacecraft (MCS), sono stati lanciati da un Ariane 5il 20 ottobre 2018.. Le sonde effettueranno quindi un viaggio di 7,2 anni verso Mercurio, collegate tra di loro tramite lo specifico modulo, il Mercury Transfer Module (MTM), usando una propulsione solare elettrica e la spinta gravitazionale della Terra, di Venere e di Mercurio, per un totale di nove effetti fionda.
L'ingresso in orbita attorno a Mercurio è previsto per il dicembre 2025. Nei primi giorni del 2026 i due moduli si separeranno dal veicolo di crociera e studieranno entrambi Mercurio per almeno un anno, che è la durata della missione principale, al termine del quale la missione verrà probabilmente estesa per un altro anno. L'MPO europeo si inserirà in un'orbita polare attorno a Mercurio di 400 x 1500 km, mentre la componente MMO della JAXA si inserirà in un'orbita con un periapside di 590 km e un apoapside di 1500 km.
La missione dovrà caratterizzare il nucleo ferroso di Mercurio, che occupa il 75% del raggio del pianeta, determinando le dimensioni della parte di ferro liquida e solida. La missione completerà anche le mappature del campo gravitazionale e magnetico di Mercurio. La Russia ha fornito spettrometri di raggi gamma e di neutroni per verificare l'esistenza di ghiaccio d'acqua nei crateri polari permanentemente in ombra dai raggi del sole.
Mercurio è troppo piccolo e caldo perché la sua gravità possa mantenere un'atmosfera significativa per lunghi periodi di tempo, ma ha una "debole esosfera nei pressi della superficie contenente idrogeno, elio, ossigeno, sodio, calcio, potassio e altri oligoelementi. La sua esosfera non è stabile poiché gli atomi vengono continuamente persi e reintegrati da diverse fonti. La missione studierà la composizione e le dinamiche dell'esosfera, compresa la sua formazione e la sua fuga.

## Programma della missione

Le traiettorie della BepiCOlombo dal 20 ottobre 2018 al 2 novembre 2025
BepiColombo·
Terra·
Venere·
Mercurio·
Sole
Per maggiori dettagli, vedere questo video

Traiettoria della BepiColombo attorno a Mercurio

| Data                         | Evento                                  | Note |
| ---------------------------- | --------------------------------------- | --- |
| 20 ottobre 2018, 01:45 UTC   | Lancio                                  | |
| 10 aprile 2020, 04:25        | Sorvolo ravvicinato della Terra         | 1,5 anni dopo il lancio; dopo il sorvolo la BepiColombo è stata brevemente scambiata per un asteroide vicino alla Terra, ricevendo la designazione provvisoria 2020 GL2. |
| 15 ottobre 2020, 03:58 UTC   | Primo sorvolo ravvicinato di Venere.    | Secondo Johannes Benkhoff dell'ESA, la sonda potrebbe essere in grado di rilevare la fosfina – la sostanza chimica presumibilmente scoperta nell'atmosfera venusiana nel settembre 2020 – durante questo e il successivo sorvolo. Affermava che «non sappiamo se il nostro strumento sia sufficientemente sensibile». Il 15 ottobre 2020, l'ESA ha riferito che il sorvolo ravvicinato è stato un successo. |
| 10 agosto 2021, 13:51 UTC    | Secondo sorvolo ravvicinato di Venere   | 1,35 anni dopo il primo sorvolo ravvicinato di Venere, a una distanza minima dalla superficie del pianeta di 552 chilometri. |
| 1 ottobre 2021, 23:34:41 UTC | Primo sorvolo ravvicinato di Mercurio   | Avvenuto in quello che sarebbe stato il 101º compleanno della nascita di Giuseppe Colombo, distanza minima dalla superficie di 199 km. |
| 23 giugno 2022, 11:44 UTC    | Secondo sorvolo ravvicinato di Mercurio | 2 orbite (3 anni dopo il primo sorvolo ravvicinato), la sonda è passata a circa 200 km dalla superficie di Mercurio. |
| 19 giugno 2023, 19:34 UTC    | Terzo sorvolo ravvicinato di Mercurio   | >3 orbite (4,12 anni mercuriani dopo il secondo fly-by di Mercurio): la distanza minima dalla superficie è stata di 236 km. |
| 4 settembre 2024             | Quarto sorvolo ravvicinato di Mercurio  | ~4 orbite. La distanza minima dalla superficie è stata di circa 165 km. |
| 1 dicembre 2024              | Quinto sorvolo ravvicinato di Mercurio  | 1 orbita |
| 8 gennaio 2025               | Sesto sorvolo ravvicinato di Mercurio   | ~0.43 orbite |
| novembre 2026                | Ingresso in orbita attorno a Mercurio   | Separazione delle sonde |
| 2027                         | MPO nell'orbita finale                  | 1,13 anni mercuriani dopo l'ingresso in orbita |
| aprile 2028                  | Fine della missione nominale            | 5,82 anni mercuriani dopo l'ingresso in orbita |
| aprile 2029                  | Fine dell'ipotizzata missione estesa    | 9,98 anni mercuriani dopo l'ingresso in orbita |